# 胡一龍
胡一龍（1587年—1616年），河南汝寧府光州民籍。丁亥年四月十六日生。廷試三甲二百四十九名。工部觀政。。
万历四十四年（1616年）丙辰科進士，未任官，卒。

## 引用
1. ↑  《萬曆四十四年丙辰科進士序齒録》